# Orquesta y Coro Nacionales de España
La Orquesta y Coro Nacionales de España (OCNE) es un organismo del estado perteneciente al Instituto Nacional de las Artes Escénicas y de la Música (INAEM), del Ministerio de Educación, Cultura y Deporte de España. Con sede en el Auditorio Nacional de Música de Madrid, promociona la música clásica a través de sus dos conjuntos de música sinfónico-coral bajo su tutela, la Orquesta Nacional de España (ONE) y, desde 1971, el Coro Nacional de España (CNE).
Desde 2003, su dirección artística está al cargo de Josep Pons y su director técnico, desde 2012, es Félix Alcaraz. La reina doña Sofía es la presidenta de honor de la OCNE.